# Tunisie aux Jeux olympiques d'été de 1996
La Tunisie participe aux Jeux olympiques d'été de 1996 à Atlanta aux États-Unis du 19 juillet au 4 août 1996. Il s'agit de sa 9e participation à des Jeux olympiques d'été.
La délégation tunisienne est composée de 51 athlètes (45 hommes et 6 femmes) dans neuf sports (athlétisme, boxe, escrime, football, judo, lutte, tennis de table, tennis et volley-ball). La Tunisie a remporté une médaille grâce au boxeur Fathi Missaoui qui remporte la médaille de bronze dans sa catégorie. La Tunisie est 71e au tableau des médailles.

## Médaillés
| Sport                   | Discipline             | Athlète(s)     | Performance                              | Date        |
| Médailles de bronze : 1 |                        |                |                                          |             |
| Boxe                    | Super léger (-63,5 kg) | Fathi Missaoui | battu en 1/2 finale par Oktay Urkal 6-20 | 2 août 1996 |

## Résultats par épreuve
| Sport | Médaille d'or, Jeux olympiques | Médaille d'argent, Jeux olympiques | Médaille de bronze, Jeux olympiques | Total |
| Boxe  | 0                              | 0                                  | 1                                   | 1     |
| Total | 0                              | 0                                  | 1                                   | 1     |

| Jour            | Médaille d'or, Jeux olympiques | Médaille d'argent, Jeux olympiques | Médaille de bronze, Jeux olympiques | Total |
| 20 juillet 1996 | 0                              | 0                                  | 0                                   | 0     |
| 21 juillet 1996 | 0                              | 0                                  | 0                                   | 0     |
| 22 juillet 1996 | 0                              | 0                                  | 0                                   | 0     |
| 23 juillet 1996 | 0                              | 0                                  | 0                                   | 0     |
| 24 juillet 1996 | 0                              | 0                                  | 0                                   | 0     |
| 25 juillet 1996 | 0                              | 0                                  | 0                                   | 0     |
| 26 juillet 1996 | 0                              | 0                                  | 0                                   | 0     |
| 27 juillet 1996 | 0                              | 0                                  | 0                                   | 0     |
| 28 juillet 1996 | 0                              | 0                                  | 0                                   | 0     |
| 29 juillet 1996 | 0                              | 0                                  | 0                                   | 0     |
| 30 juillet 1996 | 0                              | 0                                  | 0                                   | 0     |
| 31 juillet 1996 | 0                              | 0                                  | 0                                   | 0     |
| 1er août 1996   | 0                              | 0                                  | 0                                   | 0     |
| 2 août 1996     | 0                              | 0                                  | 1                                   | 1     |
| 3 août 1996     | 0                              | 0                                  | 0                                   | 0     |
| 4 août 1996     | 0                              | 0                                  | 0                                   | 0     |

### Athlétisme
Hommes
Courses
| Athlète                    | Épreuve      | Séries        | Séries | Quarts de finale | Quarts de finale | Demi-finales | Demi-finales | Finale          | Finale |
| Athlète                    | Épreuve      | Résultat      | Rang   | Résultat         | Rang             | Résultat     | Rang         | Résultat        | Rang   |
| -------------------------- | ------------ | ------------- | ------ | ---------------- | ---------------- | ------------ | ------------ | --------------- | ------ |
| Ali Hakimi                 | 1 500 mètres | 3 min 36 s 58 | 1er Q  | NC               | NC               | 3:35.91      | 3e Q         | 3 min 38 s 19   | 8e     |
| Hatem Ghoula               | 20 km marche | NC            | NC     | NC               | NC               | NC           | NC           | 1 h 26 min 02 s | 32e    |
| Mohieddine Beni Daoud (en) | 20 km marche | NC            | NC     | NC               | NC               | NC           | NC           | 1 h 27 min 27 s | 36e    |
| Tahar Mansouri (en)        | Marathon     | NC            | NC     | NC               | NC               | NC           | NC           | 2 h 18 min 06 s | 26e    |

Concours
| Athlète     | Épreuve     | Qualification | Qualification | Finale   | Finale |
| Athlète     | Épreuve     | Distance      | Rang          | Distance | Rang   |
| ----------- | ----------- | ------------- | ------------- | -------- | ------ |
| Karim Sassi | Triple saut | 14,25 m       | 43e           | –        | –      |

Femmes
Concours
| Athlète    | Épreuve          | Qualification | Qualification | Finale   | Finale |
| Athlète    | Épreuve          | Distance      | Rang          | Distance | Rang   |
| ---------- | ---------------- | ------------- | ------------- | -------- | ------ |
| Monia Kari | Lancer de disque | 58,02 m       | 28e           | –        | –      |

### Boxe
Hommes
| Kalai Riadh (en)      | Coqs (-54 kg)          | bat James Swan (en) 14-4      | battu par Crinu Raicu-Olteanu 3-16                | -                         | -                            | - | - | - | - | - |
| Fathi Missaoui        | Super léger (-63,5 kg) | bat Lee Trautsch (en) 25-9    | bat Francis Barrett 18-6                          | bat Mohamed Allalou 16-15 | battu par Oktay Urkal · 6-20 | – | – |   |   |   |
| Kamel Chater (en)     | Welter (-67 kg)        | bat Hercules Kyvelos (en) 4-4 | bat Vitalijus Karpačiauskas (en) disqualification | battu par Oleg Saitov 3-9 | –                            | – | – | – |   |   |
| Mohamed Marmouri (en) | Super Welter (-71 kg)  | bat Maselino Masoe (en) 11-8  | bat Jørn Johnson (en) 17-4                        | battu par David Reid 8-13 |                              |   |   |   |   |   |

### Escrime
| Athlète       | Compétition          | 1/32 de finale               | 1/16 de finale   | 1/8 de finale    | Quarts de finale | Demi-finales     | Match pour la médaille de bronze Matchs de classement 5-8 | Match pour la médaille de bronze Matchs de classement 5-8 | Finale           | Finale |
| Athlète       | Compétition          | Adversaire Score             | Adversaire Score | Adversaire Score | Adversaire Score | Adversaire Score | Adversaire Score                                          | Rang                                                      | Adversaire Score | Rang   |
| ------------- | -------------------- | ---------------------------- | ---------------- | ---------------- | ---------------- | ---------------- | --------------------------------------------------------- | --------------------------------------------------------- | ---------------- | ------ |
| Henda Zaouali | Épée individuelle    | Joanna Jakimiuk 7-15         | –                | –                | –                | –                | –                                                         | –                                                         | –                | –      |
| Henda Zaouali | Fleuret individuelle | Katarzyna Felusiak (en) 9-15 | –                | –                | –                | –                | –                                                         | –                                                         | –                | –      |

### Football
Joueurs
| Poste              | Joueurs                                                                                              |
| ------------------ | --- |
| Gardien de but     | Chokri El Ouaer, Hamdi Baba                                                                          |
| Défenseurs         | Lotfi Baccouche, Khaled Badra, Mohamed Mkacher, Ferid Chouchane, Radhi Jaïdi                         |
| Milieux de terrain | Maher Kanzari, Zoubaier Baya, Marouane Bokri (en), Riadh Bouazizi, Sabri Jaballah, Tarak Ben Chrouda |
| Attaquants         | Hassen Gabsi, Kaïs Ghodhbane, Adel Sellimi, Mehdi Ben Slimane, Imed Ben Younes                       |
| Entraîneur         | Henryk Kasperczak, Ali Selmi (en)                                                                    |

| Rang | Équipe     | Pts | J | G | N | P | Bp | Bc | Diff |
| ---- | ---------- | --- | - | - | - | - | -- | -- | ---- |
| 1    | Argentine  | 5   | 3 | 1 | 2 | 0 | 5  | 3  | +2   |
| 2    | Portugal   | 5   | 3 | 1 | 2 | 0 | 4  | 2  | +2   |
| 3    | États-Unis | 4   | 3 | 1 | 1 | 1 | 4  | 4  | 0    |
| 4    | Tunisie    | 1   | 3 | 0 | 1 | 2 | 1  | 5  | -4   |

Résultats
| 20 juillet 1996 | Portugal         | 2–0 | Tunisie | RFK Stadium, Washington                            |                                                    |
| 15h00           | Martins 13e, 68e |     |         | Spectateurs : 34 796 Arbitrage : Pereira ( Brésil) | Spectateurs : 34 796 Arbitrage : Pereira ( Brésil) |
| 15h00           | Rapport          |     |         | Spectateurs : 34 796 Arbitrage : Pereira ( Brésil) | Spectateurs : 34 796 Arbitrage : Pereira ( Brésil) |

| 22 juillet 1996 | États-Unis                     | 2–0 | Tunisie | Legion Field, Birmingham                          |                                                   |
| 19h30           | Kirovski 38e · Maisonneuve 90e |     |         | Spectateurs : 45 687 Arbitrage : Dallas ( Écosse) | Spectateurs : 45 687 Arbitrage : Dallas ( Écosse) |
| 19h30           | Rapport                        |     |         | Spectateurs : 45 687 Arbitrage : Dallas ( Écosse) | Spectateurs : 45 687 Arbitrage : Dallas ( Écosse) |

| 24 juillet 1996 | Argentine | 1–1 | Tunisie     | Legion Field, Birmingham                                 |                                                          |
| 19h30           | Ortega 5e |     | Mkacher 74e | Spectateurs : 16 826 Arbitrage : Un-Prasert ( Thaïlande) | Spectateurs : 16 826 Arbitrage : Un-Prasert ( Thaïlande) |
| 19h30           | Rapport   |     |             | Spectateurs : 16 826 Arbitrage : Un-Prasert ( Thaïlande) | Spectateurs : 16 826 Arbitrage : Un-Prasert ( Thaïlande) |

### Judo
Moins de 56 kg dames
- Raoudha Chaari
  - battue par Nicola Fairbrother ( Royaume-Uni)

Moins de 61 kg dames
- Hajer Tbessi : 
  - victorieuse de Wu Ching Hui (en) ( Hong Kong) au premier tour
  - battue par Gella Vandecaveye ( Belgique) au second tour
  - battue par Xiomara Griffith (en) ( Venezuela) au second tour

Moins de 60 kg hommes
- Makrem Ayed (en) : 
  - qualifié d'office au premier tour
  - battu par Nikolay Ozhegin (en) ( Russie) au second tour

Moins de 71 kg hommes
- Hassen Moussa (en)
  - qualifié d'office au premier tour
  - battu par Andrey Shturbabin (en) ( Ouzbékistan) au second tour

Moins de 86 kg hommes
- Skander Hachicha : 
  - qualifié d'office au premier tour
  - battu par Yosvany Despaigne (en) ( Cuba) au second tour

Plus de 95 kg
- Slim Agrebi (en) : 
  - qualifié d'office au premier tour
  - battu par Igor Peshkov (en) ( Kazakhstan) au second tour

### Lutte
| Athlète             | Compétition     | 1er tour                          | 2e tour             | Match de classement 1                | Match de classement 2           | Quarts de finale    | Demi-finales        | Finale              | Finale |   |
| Athlète             | Compétition     | Adversaire Résultat               | Adversaire Résultat | Adversaire Résultat                  | Adversaire Résultat             | Adversaire Résultat | Adversaire Résultat | Adversaire Résultat | Rang   |   |
| ------------------- | --------------- | --------------------------------- | ------------------- | ------------------------------------ | ------------------------------- | ------------------- | ------------------- | ------------------- | ------ | - |
| Lutte gréco-romaine |                 |                                   |                     |                                      |                                 |                     |                     |                     |        |   |
| Nabil Salhi (en)    | Moins de 57 kg  | battu par Manukyan (en) (ARM) 0-4 | -                   | battu par Šukevičius (en) (LTU) 0-11 | –                               | –                   | –                   | –                   | –      | – |
| Mohamed Naouar (en) | Moins de 100 kg | battu par Wroński (POL) 0-10      | -                   | battu par Bürgler (en) (SUI) 0-11    | –                               | –                   | –                   | –                   | –      | – |
| Omrane Ayari        | Moins de 130 kg | battu par Karelin (RUS) 0-10      | -                   | bat Belaziz (MAR) 4-2                | battu par Suzuki (en) (JPN) 3-4 | –                   | –                   | –                   | –      |   |

### Tennis
| Athlète     | 1/32 de finale                   | 1/16 de finale      | 1/8 de finale       | Quarts de finale    | Demi-finales        | Match pour la médaille de bronze | Finale              |
| Athlète     | Adversaire Résultat              | Adversaire Résultat | Adversaire Résultat | Adversaire Résultat | Adversaire Résultat | Adversaire Résultat              | Adversaire Résultat |
| ----------- | -------------------------------- | ------------------- | ------------------- | ------------------- | ------------------- | -------------------------------- | ------------------- |
| Selima Sfar | Brenda Schultz-McCarthy 4-6, 0-6 | –                   | –                   | –                   | –                   | –                                | –                   |

### Tennis de table
| Athlète      | Compétition  | Phase de groupes             | Phase de groupes                            | Phase de groupes            | Phase de groupes | 8e de finale     | Quarts de finale | Demi-finales     | Finale           | Finale |
| Athlète      | Compétition  | Adversaire Score             | Adversaire Score                            | Adversaire Score            | Rang             | Adversaire Score | Adversaire Score | Adversaire Score | Adversaire Score | Rang   |
| ------------ | ------------ | ---------------------------- | ------------------------------------------- | --------------------------- | ---------------- | ---------------- | ---------------- | ---------------- | ---------------- | ------ |
| Sonia Touati | Simple dames | battue par Nicole Struse 0-2 | battue par Taeko Todo (en) disqualification | battue par Tamara Boroš 0-2 | 4e               | –                | –                | –                | –                | –      |

### Volley-ball
- Tunisie 6e de sa poule
  - Tunisie - Pays-Bas 0-3
  - Tunisie - Yougoslavie 1-3
  - Tunisie - Italie 0-3
  - Tunisie - Corée du Sud 0-3
  - Tunisie - Russie 0-3
- Formation :
  - Tarek Aouni (en)
  - Mohamed Baghdadi (en)
  - Khaled Belaïd (en)
  - Fayçal Ben Amara (en)
  - Hichem Ben Romdhane (en)
  - Riadh Ghandri (en)
  - Ghazi Guidara (en)
  - Riadh Hedhili (en)
  - Noureddine Hfaiedh
  - Ghazi Koubâa (en)
  - Atif Loukil (en)
  - Majdi Toumi (en)
- Entraîneur : Fethi Mkaouer
- Entraîneur adjoint : Hassine Belkhouja